# Nemzeti színházi státusz
A nemzeti színház mint színházművészeti státusz – bár fogalmának kialakulása elsősorban a 17–18. századok Európájába tehető, a történelmi-társadalmi, politikai és kulturális változásokkal a 20. századtól – olyan kiemelt minőséget jelöl, amit általában az államok színház támogatási és jogrendszerében határoznak meg.

## Általános értelmezés
A nemzeti színház, mint színházművészeti státusz fogalmának kialakulása elsősorban a 17–18. századok Európájába tehető. Értelmezése idővel jórészt átalakult a 20. századi történelmi-társadalmi, politikai és kulturális változásokkal. Általánosan elmondható, hogy ahol eleinte a nemzet, illetve nemzetiség fogalma és a kialakult színházaknak az ezek által betöltött társadalmi jelentősége volt elsődlegesen meghatározó, később egyre inkább az egyes államok színház támogatási jogi rendszerében elfoglalt helyük jelöli kiemeltségüket.
A 20. század politikai krízisei során sok független afrikai és ázsiai nemzet éledt újjá. Ezekben az „fiatal” országokban is fellángolt a nemzeti színházak alapítása elsősorban azért, hogy kielégítsék az emberek új kulturális szükségleteit, akik új politikai és nemzeti helyzetben próbáltak identitást találni maguknak. Ezek főleg az európai modellre épültek ezért nagy kihívást jelentett a kolonizáló-elnyomó hatalomtól különböző, igazán eredeti új művészi identitás megformálása. Így az 1950-es és 1960-as évek során alapított Nemzeti Színházak ‑ például Egyiptomban, a ketté szakadt Koreában és Szenegálban ‑ sokat küzdöttek vagy el is buktak. De ahogy később a nemzeti öntudat fejlődött és a nemzetek kulturális szükségletei tisztábban kirajzolódtak, egyre több virágzó nemzeti színház is létre jött, ilyenek például: az egyiptomi Nemzeti Színház, a Duro Ladipo Nemzeti Színház Nigériában, vagy a Ghana Drama Studio. Más korábbi, jelentős nemzeti színház még a világban az izraeli Habimah Színház, a pekingi Nemzeti Nagyszínház, a Török Állami Színház és Konzervatórium, valamint a Chilei Nemzeti Színház is.
Az intézmények nevében megjelenő "Nemzeti Színház" a nemzetközi nyelvi használatban világszerte más és mást jelenthet. Nagyrészt közös vonásuk, hogy nemzeti központi helyen épült, monumentális épületben, a kormány által alapított vagy engedélyezett, kiváltságos és támogatott színházak, amelyeket teljes egészében vagy nagyrészt a nemzeti drámai művek előadására szenteltek. Ugyanakkor vannak olyan államok is, ahol csupán megnevezésként alkalmazzák. Az 1981-ben megnyílt, Zájed bin Szultán Ál Nahján által alapított Abu-Dzabi Nemzeti Színház például egy integrált komplexum, ami nem csupán színpadi előadásokra szolgál.

## Európa
A nemzeti színházak fogalomrendszerében egy fajta megközelítése a nemzeti jelző változó jelentéstartalma, mely által lehetővé válik a társadalmi, politikai összefüggésrendszerben való vizsgálatuk. Bár e miatt országonként eltérő a nemzeti színház fogalom- és intézményrendszerének kialakulása, néhány közös jellemző mégis akad.
Az európai színjátszás és dráma megteremtője a klasszikus görög kultúra, az ókori görög színház volt. Ebből alakultak ki a drámai műfajok és azok a színpadi formák, színészi tradíciók, melyek hatással voltak az európai színészet kialakulására. A Római Birodalom bukása után a vándorszínészet az antik színjátszás mesterségbeli fogásait terjesztette el Európa-szerte, mígnem a reneszánsz és a humanizmus tudatosan visszatért a görög hagyományhoz.
16. századra az európai népeknél mindenhol kialakult a nemzeti nyelvű reneszánsz dráma. Azonban Kelet-Európában ezzel párhuzamosan nem alakult ki a hivatásos polgári színjátszás nemzeti intézményrendszere. A nemzet, mint identitás, közösség és állam szervező elv a 18. század végén és a 19. század első felében megjelenő új, a hatalmi narratívákat alapvetően megváltoztató fogalomként, nyugat-európai hatásra jelentkezett a közép-kelet-európai régióban. A nemzeti színpad, a nemzeti nyelven játszó, nemzeti drámákat előadó hivatásos színjátszás a felvilágosodás, a polgárosodás és a nemzeti függetlenségre irányuló törekvések jelképe volt.
A nemzeti színházak, mint intézmények létrehozása leginkább úgynevezett alulról vagy felülről jövő kezdeményezéssel történt. Utóbbira példa a német bécsi Burgtheater (II. József, 1776), az orosz Rosszijszkij Teatr (Erzsébet cárnő, 1756/II. Katalin cárnő, 1765), vagy a lengyel varsói Teatr Narodowy (Szaniszló Ágost, 1765). Társadalmi összefogással létrehozott nemzeti színház például Franciaországban (a Comédie-Française), vagy Angliában jött létre – ezek megnevezésében a nemzeti színház gyakran csak később, a 20. századra alakult ki. Ezeken kívül volt, ahol intézményi háttér nélkül is alakot öltött, például Olaszországban.

### Magyarországon
Magyarországon az első röpirat, amely még németül fejtegette a Nemzeti Színház, pontosabban a Nationaltheater eszméjét Frendel István tollából 1779-ben jelent meg és vált beszéd témává közgyűlések jegyzőkönyveiben, országgyűlési vitákban, a sajtó nyilvános fórumain és magánlevelekben. A magyar nyelven játszó, állandó színház nemcsak épületet, hanem műsort, játszó személyt, közönséget és eszmerendszert is jelentett. Az első magyar hivatásos színielőadás helye a Várszínház volt, 1790. október 25-én, amit 1833-ban vett birtokba három és fél évre az a magyar színtársulat, ami nagyrészt a Pesti Magyar, amely három évvel később felvette Nemzeti Színház nevet, alapító gárdája volt. Az 1830-as évekre dőlt el visszavonhatatlanul, hogy a nemzet színháza Pest-Budán fog fölépülni, noha a kettős város jogilag 1848-ban lett csak Magyarország fővárosa. Az addigra az elsősorban a vándortársulatoknak kialakult, fontos nemzeti játszóhelyek – mint Kolozsvár (az első magyar színielőadást 1792. november 11-én tartották), Miskolc (1823), Balatonfüred (1831), Székesfehérvár, Nagyszombat, Pozsony, Győr, Esztergom, Debrecen, Nagyvárad, Kassa, Szeben is – menedékei maradhattak a magyar színjátszásnak és a 19. századi Magyarországon csak nehezen létjogosultságot szerzett pesti magyar Nemzeti Színháznak is.
A budapesti Nemzeti Színház jelentősége 1920 után, mint a Trianoni békeszerződés után Magyarországon megmaradt kevés jogfolytonos nemzeti intézmény egyike, felértékelődött ugyan, azonban a világháborús veszteségek és a nagy gazdasági világválság okozta anyagi megvonások korlátozták a színház művészeti megújulásának esélyeit. Igaz, az intézmény fennállásától a társadalmi rendszerek és politikai kurzusok váltakozásában is a legfontosabb nemzeti közintézmények egyike volt, de az államosításakor elvesztette előjogait és műsorprofilját is. 1948-ban, a színházak államosítását megelőző évadban Magyarországon 27 színikerület volt (2 elsőrendű, 3 másodrendű, 8 harmadrendű, 9 negyedrendű és 5 ötödrendű megyei), ezek helyére vidéken a következő hét állami színház lépett: a Szegedi Nemzeti Színház, a Pécsi Nemzeti Színház, a Miskolci Nemzeti Színház, a debreceni Csokonai Színház, a kecskeméti Katona József Színház, a győri Dunántúli Tájszínház és a budapesti székhelyű Állami Bányász Színház (a bányavidékek színházi igényeinek ellátására). A fővárosi Nemzeti Színház 2000. szeptember 1-jétől a Pesti Magyar Színház nevet kapta, indoklás szerint azért, mert ez a név innentől kezdve már az épülő új Nemzeti Színházat illeti meg, társulata szinte változatlanul a Hevesi Sándor téri színházépületben játszott tovább. Az új intézmény 2002. március 15-én nyitotta meg kapuit Budapest IX. kerületében a Bajor Gizi park 1. szám alatt. Ezzel a két színház helyzetéből adódóan a 2010-es évekig egyfajta kettősség (az OSZMI egykori igazgató-helyettesének megfogalmazásában: egy hivatalos és egy latens „nemzeti”) alakult ki.
Magyarországon a rendszerváltást követően a 2009 márciusában hatályba lépett Előadó-művészeti Törvény (2008. évi XCIX. törvény), majd annak 2011-es módosítása strukturálta át az egyes előadó-művészeti tevékenységekhez az állami szerepvállalás feltételeit és szempontjait, illetve az azokhoz kapcsolódó közpénzek felhasználását (ez határozza meg a szakmai együttműködés, döntés-előkészítés és érdekegyeztetés struktúráját és szabályait is). Így ez írja le azt is, hogy a három (nemzeti, kiemelt, pályázati) nyilvántartási-támogatási kategóriában a művészeti tevékenységük jellege szerint mely színházművészeti szervezetek minősülnek nemzeti színháznak. Kriza Zsigmond ezt 2012. január 16-án a Színház a Gödörben I. című a Magyar Színházi Társaság és a Magyar Teátrumi Társaság által közösen szervezett szakmai konferenciasorozat első eseményén az Erzsébet téri Gödör Klubban úgy ismertette, hogy „az új előadó-művészeti törvénybe foglalt »nemzeti státusz« illetve »kiemelt státusz« egy minősítés eredménye, azok a színházak, amelyek nem tartoznak ebbe a körbe pályázati úton juthatnak pénzhez”.

#### A magyar nemzeti előadó-művészeti szervezet
2012 óta, az Emberi Erőforrások Minisztériuma által hozott módosító rendelet megalkotásával nemzeti előadó-művészeti szervezetnek minősül az olyan színház, balett- vagy táncegyüttes, melynek
- fenntartója az állam vagy amelynek az előadó-művészeti szervezetek támogatásáról és sajátos foglalkoztatási szabályairól szóló törvény szerinti közszolgáltatási szerződése van az állammal,
- vezetőjét az előadó-művészeti törvényben foglalt szabályoknak megfelelően bízták meg, és
- a magyar előadó-művészeti életben betöltött szerepe, a művészeti tevékenysége a magyar nemzeti kulturális identitás és hagyományok őrzése, fejlesztése, a kulturális érték- és mintaközvetítés szempontjából kiemelkedő jelentőségű.

Az előadó-művészeti szervezetek támogatási minősítési rendszerében az előadó-művészeti szervezet által (művészeti tevékenységhez közvetlenül kapcsolódó művészi, művészeti szolgáltatások igénybevételéhez, eszközök – különösen színpadtechnikai eszközök –, anyagok beszerzéséhez, illetve művészi, művészeti munkakörben való foglalkoztatáshoz, felhasználási jogok megszerzéséhez) nyújtott pályázati kötelezettség nélküli hozzájárulást nem lehet más célra felhasználni vagy átcsoportosítani.
2019-ben az előbbi, éves költségvetésen felüli, előadó-művészeti szervezetek számára nyújtott támogatás adókedvezményének, illetve az ezen szervezetek részére történő, adójóváírással járó adófelajánlási lehetőség (Tao. támogatás) 2019. január 1-jei megszüntetésével párhuzamosan a kormány kialakította az előadó-művészeti szféra költségvetési előirányzaton keresztüli közvetlen támogatásának rendszerét. A program támogatója az Emberi Erőforrások Minisztériuma, lebonyolító szervezete az Emberi Erőforrás Támogatáskezelő. Ezt 6 előre meghatározott nemzetstratégiai előadó-művészeti intézményen felül további 8 kategóriában igényelhetik színházművészeti szervezetek, így a kiemelt és nemzeti minősítésű színházművészeti szervezetek is, egyedi igénybejelentéses pályázat alapján.

##### A magyar nemzeti minősítésű színházművészeti szervezetek
Állami fenntartású szervezet
- Budapest

Budapesti Operettszínház (2012–)
MACIVA Magyar Cirkusz és Varieté Nonprofit Kft. (2012–)
Magyar Állami Operaház (2012–)
Nemzeti Színház Közhasznú Nonprofit Zrt. (2012–)
A Magyar Állammal közszolgáltatási szerződést kötött szervezet
- Debrecen: Csokonai Nemzeti Színház (2012–)
- Győr: Győri Nemzeti Színház (2012–)
- Miskolc: Miskolci Nemzeti Színház (2012–)
- Pécs: Pécsi Nemzeti Színház (2012–)
- Szeged: Szegedi Nemzeti Színház (2012–)
- Kecskemét: Katona József Nemzeti Színház (2020–)[16]

### Franciaországban
1670-ben három egymással rivalizáló színház működött Párizsban: a Théâtre du Maraisben, az Hôtel de Bourgogneban, és a Théâtre du Palais-Royalban pedig Molière társulata. XIV. Lajos parancsára 1673-ban a Marais színészei csatlakoztak Molière csapatához és a Mazarine utcai Hôtel de Guénégaudban telepedtek meg. Első közös előadásukat 1680. augusztus 25-én adták elő. A Comédie-Française intézménye így társadalmi összefogással, hivatalosan 1681. január 5-én jött létre. Önálló színháztermük 1782-ben épült fel, amely később az Odéon Színház épülete lett. Az 1789-es politikai események hatására vették fel a Nemzet Színháza elnevezést. A társulat 1799-ben újra alakult és május 30-án nyitották meg az új épületét. 1804-ben új szerződést kötöttek a társulat tagjai, ebben jelent meg először a sociétaire azaz a tulajdonos társulati tag elnevezés is.
A 20. századi francia nemzeti színházak (théâtres nationaux) többnyire párizsi intézmények, csak a Strasbourgi Nemzeti Színház található a fővároson kívül. A Kulturális és Kommunikációs Minisztérium felügyelete alatt állnak, amely támogatja őket. 1971-ben egy rendelettel az Odeon Színház volt az első olyan színház, amely megszerezte a nemzeti színházi státusát.
A 20. századi francia színházak egy másik fontos hálózata a Nemzeti Drámai Központok (Centres Dramatiques Nationaux, CDN). A második világháború végén teljesen átalakult a francia kulturális közeg, amit felismerve Jeanne Laurent megkezdte a színházi létesítményrendszerek megreformálását, amit színházi decentralizációnak neveznek. Ennek eszméje jóval azelőtt, hogy az állam kísértet tett volna a megvalósítására, már a 20. század elején csírázott. Lényegében fő célja, hogy a színházi kultúrát a legszélesebb közönséghez eljuttassa. Az első CDN-t Colmarban hozták létre 1946-ban, majd 1952-ig további öt központot alapítottak. A 2010-es évek végére már 38 van belőlük. Közéjük tartozik többek között a Bordeaux-i Nemzeti Színház, a Marseille-i Nemzeti Színház (La Criée), a Nizzai Nemzeti Színház, a Bretagne-i Nemzeti Színház, a Toulouse-i Nemzeti Színház, a villeurbanne-i Nemzeti Népszínház is. Státuszuk és küldetésük idővel alakult ki. Két rendelet szabályozza létrehozásukat és működésüket, az egyiket 1972-ben, a másodikat pedig 1995-ben hozták. A CDN-k igazgatóit a Kulturális Minisztérium nevezi ki, néha a helyi hatóságokkal is konzultálva. A Nemzeti Kulturális Minisztérium által teljes mértékben támogatott Nemzeti Színházaktól eltérően a CDN finanszírozása számos állami szereplőtől (állam, régió, megye, város) függ.

#### A francia nemzeti színházak
- Comédie-Française (1995–)[19]
- Odeon Színház (1971–)[19]
- Théâtre national de la Colline (1972–1988–)[19]
- Théâtre national de Chaillot (1975–)[19]
- Théâtre national de Strasbourg (1972–)[19]
- Théâtre national de l'Opéra-Comique (2005–)[19]

### Németország és Ausztria
1767-ban Gotthold Ephraim Lessing javaslatára Johann Friedrich Löwen vezetésével újraszervezték a hamburgi – 1678-ban operaházként alapított, majd komédiákat játszó – színházat „Deutsches Nationaltheater” néven, a nagyközönségnek Ludvig Holberg (angol mintára az 1740-es években) dán alapján és a német nemzeti színjátszásra kidolgozott elgondolásaik szerint. Bár csak 2 évig működött ebben a formában, kezdeményezésük gyökeret vert a német kultúrában. 1771–1780 között ugyanitt, bár már nem Nemzeti Színház néven, Friedrich Ludwig Schröder sikerrel valósította meg programjukat, igaz külföldi szerzők és darabok egyidejű játszásával. Eközben II. József is a német Nemzeti Színház megalapítását tervezte el. Az addigi udvari színház átalakításával a bécsi Burgtheater 1776-ban nyitotta meg kapuit Teutsches Nationaltheater néven, amit azonban erős cenzúrával vezetnek és a király halála után 1794-től bérbe is adtak. Így, újra a Lessingi elgondolást követve 1779-ben Mannheimben a Hof- und Nationaltheater kezdte meg működését, eleinte német prózai, majd dalszínházi, opera előadásokkal is. Ezt követte Berlinben, 1786-tól a Königliches National-Theater.

#### Ausztria
Ausztria, mint Habsburg Birodalom a Német-római Birodalom része volt az Osztrák–Magyar Monarchia 1867-es megalakulásáig.
Ausztriában törvény (Bundestheaterorganisationsgesetz, 1998) mondja ki, hogy a Burgtheater játszóhelyeivel együtt egyidejűleg az osztrák Nemzeti Színház és az Osztrák Köztársaság vezető játékszíne. Építenie és őriznie kell jelentőségét a nemzetközi összehasonlításban az európai színházak között. Repertoárján szerepelnie kell a kortárs irodalom mellett a klasszikus világirodalomnak is úgy, hogy nyitott legyen a színházi nyelv legújabb megjelenésére éppúgy, mint az osztrák kulturális hagyományok követésére. Egyszerre hivatott a kulturális kommunikáció központi helyének lenni és a figyelemmel lenni az új kihívásokra.

### Oroszország
1756-ban Erzsébet cárnő rendeletet írt alá az orosz színház létrehozásáról, miután a 18. század elejétől megreformálta az orosz színházművészetet francia mintára. Már II. Katalin cárnő uralkodása alatt, 1765-ben Alekszandr Petrovics Szumarokov javaslatára nyitották meg az első nyilvános professzionális orosz színházat Pétervárott, ami a Rosszijszkij Teatr, azaz Orosz Színház nevet kapta.

## Amerika

### Amerikai Egyesült Államok
Mivel nincs többszörözhető modell, amelyre alapozni lehetne a nemzeti színházi programok fejlődését, minden nemzetnek meg kell küzdenie a politikai, gazdasági, társadalmi és művészeti igényeiknek leginkább megfelelő struktúra meghatározásával. Az Amerikai Egyesült Államok kulturális életében, ellentétben több más országgal, nem alakult ki olyan átfogó kormányzati színházművészeti támogatási rendszer, ami elősegítette volna az úgynevezett „Amerikai Nemzeti Színház” létrejöttét. Ez részben az állami struktúrának is köszönhető, bár törekvés volt rá. Az 1930-as évek második felében Roosevelt New Deal programja alatt alapított Szövetségi Színház Projekt (Federal Theater Project, FTP) hasonlít leginkább egy "nemzeti színházi" programhoz. Ennek kapcsán az élő színházat olyan módon újították meg, ami elősegítette a színházak művészi és technikai fejlődését, azonban ezt csak a nagy gazdasági világválság idején a konkrét gazdasági és társadalmi igények kielégítésére tervezték. 1935. július 5-én Roosevelt megalapította az Amerikai Nemzeti Színház és Akadémiát (American National Theatre and Academy, ANTA). Azonban ennek finanszírozása felett – más országok nemzeti színházi programjaitól eltérően – nem a Kongresszus, azaz az állam rendelkezett és mint önálló nonprofit ernyőszervezet működött. Ez jellemezi a korábbi próbálkozásokat és későbbi ez irányú tevékenységeket is.